# Zombies 3 – Das Musical
Zombies 3 – Das Musical, kurz Zombies 3, ist ein US-amerikanischer Musical-Fernsehfilm der Walt Disney Company aus dem Jahr 2022. Regie führte wie bei Zombies und Zombies 2 – Das Musical der Produzent Paul Hoen. Der Film erschien am 15. Juli 2022 weltweit auf Disney+. In den USA wurde am 12. August 2022 ein Extended Cut mit einem zusätzlichen Song auf dem Disney Channel ausgestrahlt. 2025 erschien die Fortsetzung Zombies 4: Dawn of the Vampires.

## Handlung
Nach den Ereignissen der letzten Filme leben Zombies, Werwölfe und Menschen im fiktiven Ort Seabrook friedlich miteinander. Addison wurde am Mountain College angenommen und Zed strebt ein Sportstipendium am selben an, damit er in ihrer Nähe sein kann. Bei einem mit Spannung erwartetes Footballspiel hat Zed die Chance ein Stipendium zu erhalten und somit das erste Monster zu sein, dem diese Ehre zugeteilt wird. Gerade als das Spiel beginnen soll, taucht ein Ufo mit Aliens auf. Die Außerirdischen sind auf der Suche nach einer interstellaren Karte von Utopia, der neuen Heimat ihrer Spezies. Sie verheimlichen ihre wahren Absichten und behaupten, wegen des National Cheer Offs gekommen zu sein, welches Addison zuvor organisiert hatte.
Die Werwölfe misstrauen den Neuankömmlingen, die sich vorübergehend in Seabrook angesiedelt haben. Die Außerirdischen verhören die Werwölfe und scannen ihre Gedanken mit ihren Luma-Linsen. Eliza, die ein Praktikum bei Z-Corp macht, dem Hersteller der Z-Bands, hilft Zed bei seinem Stipendium. Die Außerirdischen schlagen Zeds Schul- wie auch Sportrekorde und verringern somit seine Chancen fürs College. Als Gegenleistung dafür, dass die Außerirdischen sein Zeugnis verbessern, hilft Zed den Außerirdischen, den Mondstein zu identifizieren, da sie glauben, dass dieser die Koordinaten ihres Planeten beinhaltet. A-spen trifft Addison und gesteht ihr, dass sie sich in Zed verliebt hat. Währenddessen inspizieren die Außerirdischen den Mondstein und scannen ihn nach Koordinaten. Sie erfahren, dass der Mondstein ihre außerirdischen Kräfte stört und daher für sie tödlich ist. Sie gehen auf ihr Mutterschiff, wo Zed ihnen mit seinem Wissen über Seabrook hilft, während Addison fälschlicherweise auf das Mutterschiff gebeamt wird. A-spen, A-li und A-lan enthüllen ihre wahren Gründe für ihre Ankunft in Seabrook. Nachdem sie die Protokolle des Scouts repariert und angesehen haben, stellen sie fest, dass der Scout keine andere als Addisons Großmutter mütterlicherseits, Angie, war. Somit erfährt Addison, dass sie ein Alien ist.
Addison hinterfragt ihre Identität als Alien. Die Werwölfe wie auch Bucky kommen hinter den wahren Grund der Außerirdischen und dabei wird Wyatts Schwärmerei für Eliza auf peinliche Weise enthüllt. Das Alien-Trio vermutet, dass der Seabrook Cup, die von Angie geschaffene Trophäe, die jetzt dem Siegerteam des Cheer Off verliehen wird, ihre Heimatkarte ist. Addison entdeckt das Gleiche bald darauf und erkennt, dass entweder die Außerirdischen gewinnen oder sie. Die Werwölfe warnen die Z-Patrol über die Mission der Aliens und Zed, der ins College aufgenommen wurde, erkennt, dass die Z-Patrol kommt, um die Aliens zu verhaften, und versucht, sie daran zu hindern, am Wettbewerb teilzunehmen. Das außerirdische Team wird disqualifiziert und Addison bleibt ihre einzige Chance, es nach Utopia zu schaffen. Die Seabrook Mighty Shrimp sind beim Wettbewerb siegreich und gewinnen.
Die Außerirdischen erkennen, dass die Koordinaten von Utopia in Addisons DNA liegen und nicht im Pokal. Da die Karte leider dynamisch ist, muss Addison die Aliens bei ihrer Reise begleiten. Zed bietet an, mit ihr zu gehen, aber dies ist unmöglich, da er innerhalb von Minuten von der Sternenstaubenergie der Aliens getötet werden würde. Das Schiff der Außerirdischen ist schwer beschädigt, also bieten die Werwölfe ihren Mondstein an und Eliza erklärt, dass sie die Energie des Mondsteins durch ihre Z-Bänder filtern könnten. Zed riskiert sein Leben, als er die Macht der Außerirdischen und die des Mondsteins zusammenführt. Während die anderen versuchen, das Schiff zu verlassen, bevor es in den Weltraum fliegt, teilen Addison und Zed einen letzten Kuss, bevor er zurück zur Erde gebeamt wird.
Ein paar Tage später, in einer Welt ohne Addison, ist Seabrook niedergeschlagen und verzweifelt. Die Gruppe feiert ihren Highschool-Abschluss, während die Außerirdischen ihre Koordinaten berechnen. Mit der Zeit erkennen A-spen, A-li und A-lan, dass sie viel lieber in Seabrook leben würden. Addison wird klar, dass dies die ganze Zeit der Plan von ihrer Großmutter war. Zusammen feiern sie alle ihren Abschluss und leben zusammen mit weiteren Monstern wie Vampiren und Meerjungfrauen friedlich beisammen. Bucky macht sich mit dem Mutterschiff auf den Weg ins Weltall, um anderen Spezies sein Jubel beizubringen.

## Synchronisation
Die deutschsprachige Synchronisation entstand unter der Dialogregie von Bernhard Völger durch die Synchronfirma Iyuno-SDI Group Germany in Berlin.
| Rolle        | Darsteller      | Synchronsprecher     |
| ------------ | --------------- | -------------------- |
| Zed          | Milo Manheim    | Nicolás Artajo       |
| Addison      | Meg Donnelly    | Victoria Frenz       |
| Bucky        | Trevor Tordjman | Sebastian Fitzner    |
| Eliza        | Kylee Russell   | Maximiliane Häcke    |
| Bree         | Carla Jeffery   | Gabrielle Pietermann |
| A-Lan        | Matt Cornett    | Sam Bauer            |
| A-Li         | Kyra Tantao     | Nina Schatton        |
| A-Spen       | Terry Hu        | Daniela Molina       |
| Willa        | Chandler Kinney | Sarah Tkotsch        |
| Wyatt        | Pearce Joza     | Tobias Diakow        |
| Wynter       | Ariel Martin    | Saskia Glück         |
| Lacey        | Emilia McCarthy | Peggy Pollow         |
| Zoey         | Kingston Foster | Elinor Eidt          |
| Mutterschiff | RuPaul          | Diana Borgwardt      |

## Produktion
Am 21. März 2021 wurde ein dritter Teil angekündigt. Im Mai 2021 wurde bekanntgegeben, dass Matt Cornett, Kyra Tantao und Terry Hu die neuen Charaktere A-Lan, A-Li, und A-Spen verkörpern werden. Die Dreharbeiten starteten am 31. Mai 2021 in Toronto, Kanada.

## Veröffentlichung
Im Mai 2022 wurde bekanntgegeben, dass Zombies 3 am 15. Juli auf Disney+ erscheinen soll. Es ist der erste Film der Trilogie, welcher zunächst nicht auf dem Disney Channel ausgestrahlt wird. Die Veröffentlichung erfolgte weltweit am 15. Juli 2022 auf Disney+, daraufhin wurde am 12. August 2022 eine Extended Cut Version auf dem US-amerikanischen Disney Channel ausgestrahlt. Die TV-Premiere erreichte 0,33 Millionen Zuschauer und ist somit der meistgesehene Disney Channel Film aus dem Jahr 2022.
Die deutsche TV-Ausstrahlung erfolgt am 12. Oktober 2022 auf dem Disney Channel.

## Soundtrack
Der erste Song des Soundtracks Alien Invasion erschien am 1. Juli 2022, gemeinsam mit dem dazugehörigen Musikvideo.
Der restliche Soundtrack zu Zombies 3 erschien am 15. Juli weltweit und beinhaltet Folgende Songs:
1. Alien Invasion – Cast of Zombies
2. Ain‘t No Doubt About It – Meg Donnelly, Milo Manheim, Terry Hu, Matt Cornett & Kyra Tantao
3. Come on Out – Pearce Joza, Chandler Kinney & Ariel Martin
4. Exceptional Zed – Cast of Zombies
5. Exceptional Zed (Reprise) – Milo Manheim
6. I‘m Finally Me – Meg Donnelly
7. Someday – Cast of Zombies
8. Nothing But Love – Cast of Zombies
9. Utopia – Matt Cornett, Kyra Tantao & Terry Hu
10. Fired Up – Cast of Zombies
11. ZOMBIES 3 Score Medley